# 庫梅克人
庫梅克人（庫梅克語: Къумукълар）是一個說突厥語的族群，主要居住在里海西北沿岸，俄羅斯聯邦达吉斯坦共和国的北部平原和部分山区，在印古什共和国、车臣共和国和北奥塞梯-阿兰共和国也有分布，2002年人口約42萬，信仰遜尼派伊斯蘭教。
他們是達吉斯坦共和國第三大少數民族，車臣共和國第二大少數民族（僅次於俄羅斯人）和北奧塞梯共和國第四大民族（第三大少數民族）（僅次於奧塞梯人、俄羅斯人和印古什人），也是北高加索最大的突厥語民族。在國外分布於土耳其，白俄羅斯和烏茲別克。

## 族名
多数研究者认为，库梅克一名来自基马克或库曼。

## 歷史
庫梅克人可能是達吉斯坦地區的原住居民（達爾金人）與陆续迁来的突厥人特別是欽察人混合形成的（也包括可薩人遺民和北高加索匈人）。15世纪末，庫梅克人曾經建立政权，以塔尔卡为中心。17世纪上半叶起不斷遭受俄國入侵，到19世纪初最終被俄国吞并。
他们与卡巴尔达人经常与車臣人战爭。

## 語言
庫梅克語屬于突厥語族的西支，使用西里爾字母拼寫的文字。

庫梅克民族旗幟

## 外部連結
- Kumyks site http://www.kumukia.ru Kumyks site （页面存档备份，存于） 庫梅克人網站